# Специалистът
„Специалистът“ (на английски: The Specialist) е американски екшън трилър от 1994 г. на режисьора Луис Льоса. Във филма участват Силвестър Сталоун, Шарън Стоун, Джеймс Уудс, Ерик Робъртс и Род Стайгър. Свободна адаптация на поредицата романи „Специалистът“ на Джон Шърли.

## Актьорски състав
| Актьор               | Роля                         |
| -------------------- | ---------------------------- |
| Силвестър Сталоун    | Капитан Рей Куик             |
| Шарън Стоун          | Мей Мънро / Ейдриън Хастингс |
| Джеймс Уудс          | Полковник Нед Трент          |
| Ерик Робъртс         | Томас Леон                   |
| Род Стайгър          | Джо Леон                     |
| Марио Ернесто Санчез | Чарли                        |